# 隆兴镇 (重庆市)
隆兴镇，是中华人民共和国重庆市合川区下辖的一个乡镇级行政单位。

## 行政区划
隆兴镇下辖以下地区：
女儿碑街社区、倒碑村、天佑村、三青村、马鞍村、玉河村、安乐村、永兴村、广福村、峨眉村、佛珠村和滴水村。